# Lahaymeix
Lahaymeix ist eine französische Gemeinde mit 76 Einwohnern (Stand 1. Januar 2022) im Département Meuse in der Region Grand Est (vor 2016 Lothringen). Sie gehört zum Arrondissement Commercy und zum Kanton Dieue-sur-Meuse.

## Geografie
Die Gemeinde liegt etwa 26 Kilometer nordöstlich von Bar-le-Duc im Zentrum des Départements Meuse. Die Gemeinde besteht einzig aus dem Ort Lahaymeix. Weite Teile der Gemeinde sind bewaldet. Das bedeutendste Waldgebiet ist der Forêt Domaniale de Marcaulieu. Nachbargemeinden sind Woimbey im Norden, Bannoncourt im Nordosten, Dompcevrin im Osten und Südosten, Fresnes-au-Mont im Süden, Pierrefitte-sur-Aire im Süden und Südwesten, Courouvre im Westen sowie Thillombois im Nordwesten.

## Geschichte
Der Name der heutigen Gemeinde wurde 1270 als Leheimeis erstmals in einem Dokument der Abtei Saint-Benoît erwähnt. Im Mittelalter gehörte der Ort zum Gebiet des Herzogtums Bar und danach zum Herzogtum Lothringen. Genauer zum Amt (Bailliage) Saint-Mihiel. Mit dieser Herrschaft fiel Lahaymeix 1766 an Frankreich. Bis zur Französischen Revolution lag der Ort im Grand-gouvernement de Lorraine-et-Barrois.
Von 1793 bis 1801 war die Gemeinde dem Distrikt Saint-Mihiel zugeteilt und Teil des Kantons Dompcevin, danach von 1801 bis 2015 Teil des Kantons Pierrefitte-sur-Aire. Seit 1801 ist Lahaymeix dem Arrondissement Commercy zugeordnet.
Im Ersten Weltkrieg führte eine mit einer Dampflokomotive betriebene militärische Feldbahn von Pierrefitte in den Forêt de Marcaulieu. Sie wurde zum Transport von Nachschub, Waffen und Baumaterial zur Front und in der Gegenrichtung zum Transport von Verwundeten in die Lazarette genutzt.

### Bevölkerungsentwicklung
| Jahr                                                                                                | 1962 | 1968 | 1975 | 1982 | 1990 | 1999 | 2006 | 2011 | 2019 |
| Einwohner                                                                                           | 108  | 90   | 70   | 70   | 72   | 78   | 94   | 89   | 74   |
| Quellen: Cassini (Volkszählungen bis 1999) und INSEE (offizielle Schätzungen per 1. Januar ab 2006) |      |      |      |      |      |      |      |      |      |

## Sehenswürdigkeiten
- Kirche Saint-Germain, erbaut 1725
- Denkmal für die Gefallenen[5]
- Gedenkstele für die in Auschwitz ermordete Familie Richier[6]
- Vents des Forêts, Holzkunstwerke in Lahaymeix und Nachbargemeinden

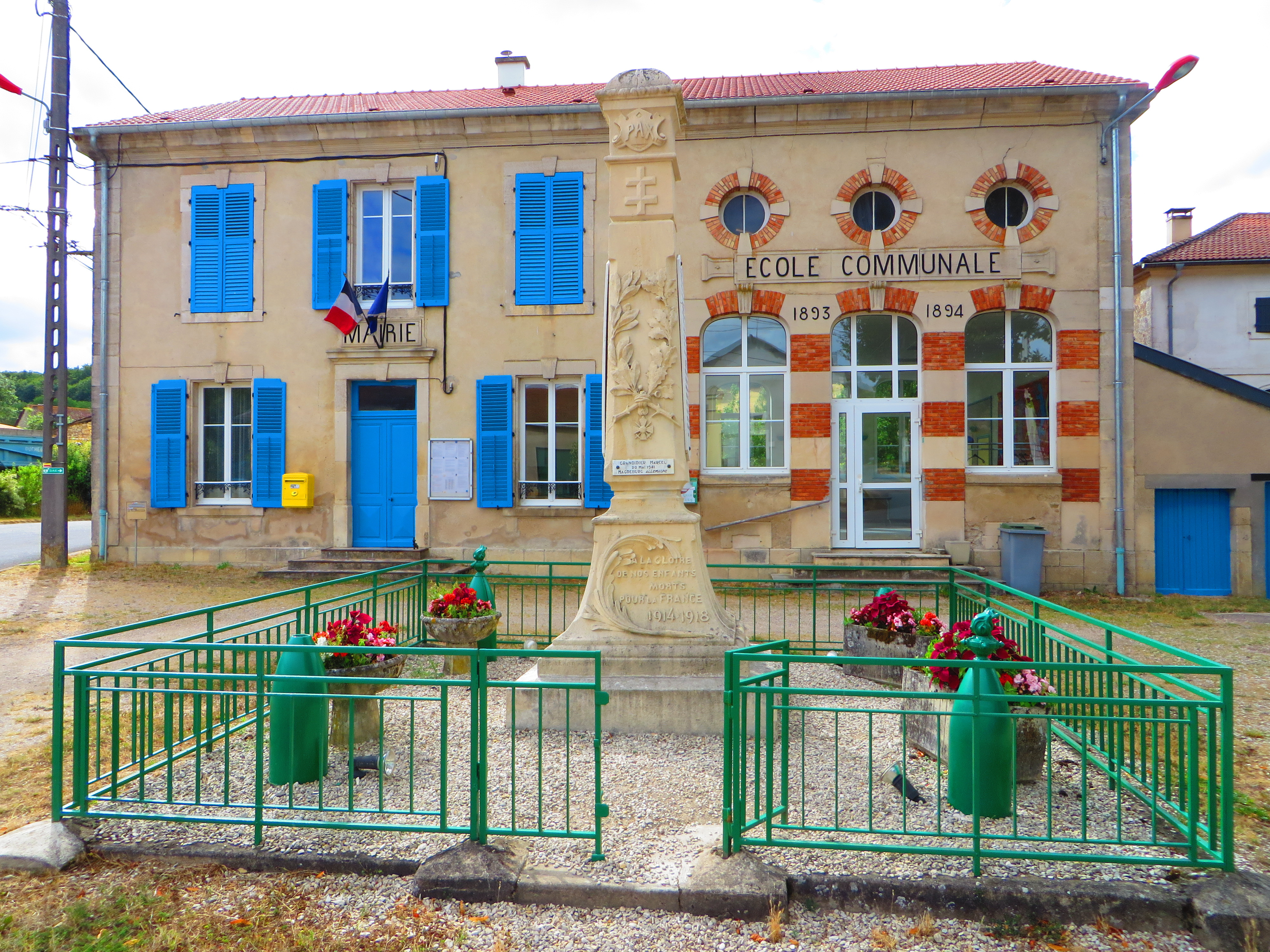
Dorfzentrum mit Mairie (Rathaus), Schule und Denkmal für die Gefallenen
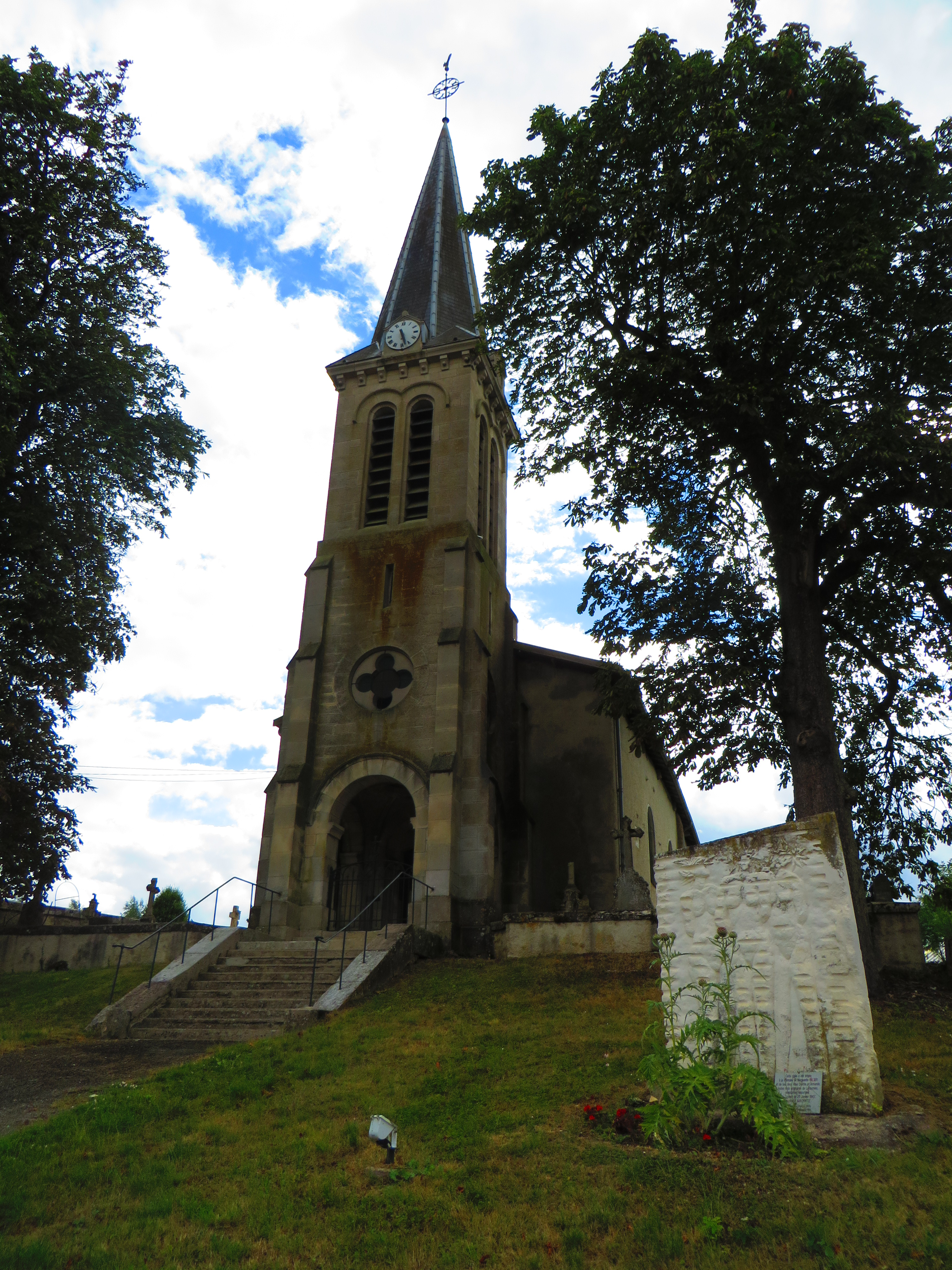
Kirche Saint-Germain
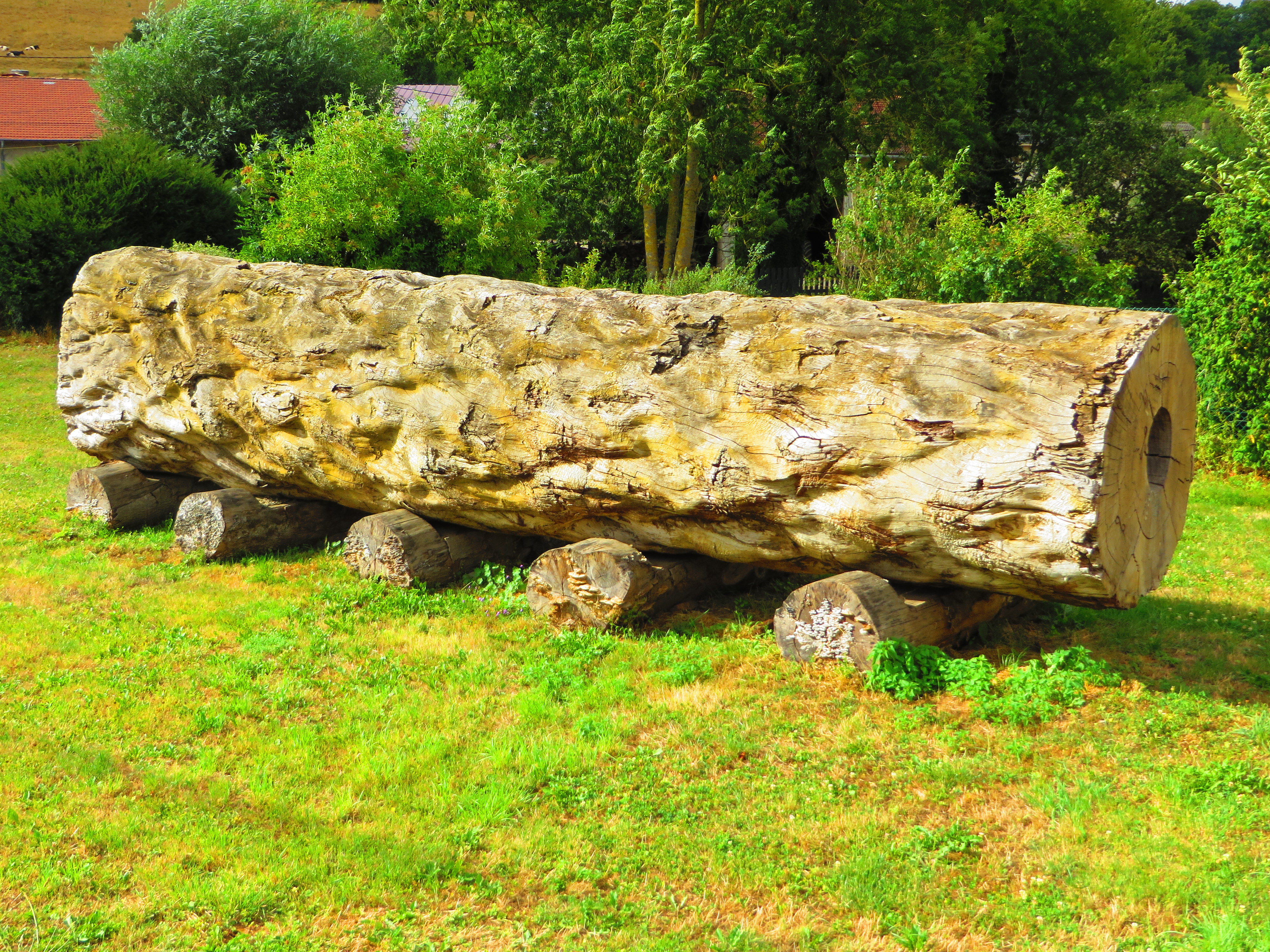
Eines der Holzkunstwerke